# Fasil Ghebbi
Fasil Ghebbi è una fortezza che si trova nella regione di Amhara, in Etiopia, nei pressi della città di Gondar. Essa venne utilizzata come residenza imperiale nel XVII e XVIII secolo.

## Storia
I suoi edifici mostrano influenze architettoniche di Arabi e Indù, successivamente rielaborate in stile barocco per l'influenza dei missionari gesuiti. Nel 1979 la città è stata inserita nell'elenco dei Patrimoni dell'umanità dell'UNESCO. Nei secoli 16° e 17°, la città-fortezza di Fasil Ghebbi fu la residenza dell'imperatore etiope Fasilides e dei suoi successori. Circondato da mura di una lunghezza di 900 m, include palazzi, chiese, monasteri segnati da influenze etiopi, indù e arabe. Alcuni dei monumenti conservano ancora la loro funzione spirituale e civile. Il periodo Gondarino ha influenzato la società etiope per oltre 200 anni.
Fasil Ghebbi, Qusquam e altri siti portano una testimonianza eccezionale dell'era moderna della civiltà etiopica sugli altopiani.
Fasil Ghebbi si trova nella regione Amara, nella Repubblica Federale Democratica d'Etiopia. All'interno del complesso c'è: il Castello dell'Imperatore Fāsiladas, il Castello dell'Imperatore Iyasu, la Biblioteca di Tzadich Yohannes; la Cancelleria di Tzadich Yohannes; il Castello dell'Imperatore Dawit, il Palazzo di Mentuab e Sala banchetti dell'imperatore Bekaffa. Gli altri sette componenti si trovano intorno alla città di Gondar: il Debre Berhan Selassie (Convento e chiesa); Bagno di Fāsiladas; Kiddush Yohannes; Qusquam (Monastero e la Chiesa); Area termica; i Sosinios (noto anche come Maryam Ghemb); il Gorgora (Monastero e la Chiesa) e il Palazzo di Guzara.
Tra il XIII e il XVII secolo, i governanti etiopici non erano soliti avere una città come capitale fissa, muovendosi continuamente attraverso i loro domini, preferivano vivere in lussuosi accampamenti temporanei. Re Fāsiladas stabilì che Gondar fosse una capitale permanente nel 1636. Prima della sua decadenza alla fine del XVIII secolo, la corte reale aveva sviluppato un complesso fortificato chiamato Fasil Ghebbi, composto da sei grandi complessi edilizi e altri edifici accessori, circondato da un muro lungo 900 metri, con dodici ingressi e tre ponti. La città fortezza funzionò come il centro del governo etiope fino al 1864. Ha una ventina di palazzi, edifici reali, chiese riccamente decorate e monasteri. Il castello principale ha enormi torri e mura merlate, a nord-ovest dal fiume Qaha, c'è un padiglione a due piani adibito alla balneazione fatto costruire dall'imperatore Fāsiladas, l'edificio ha una struttura merlata di due piani situata all'interno di una vasca rettangolare di acqua che viene fornita da un canale del fiume Qaha. Il padiglione si erge su archi e contiene diverse sale disposte nei due piani, raggiunte da un ponte di pietra uno dei quali può essere sollevato per la difesa.
Gli imperatori successivi come Iyasu il grande, hanno continuato la costruzione di altri castelli migliorando le tecniche costruttive e lo stile architettonico, costruendo al di là delle mura delle città fortificata, nella zona conosciuta come Qusquam. Il Fasil Ghebbi e gli altri castelli della città di Gondar dimostrano una notevole interfaccia tra culture interne del paese ma anche quelle esterne, con elementi culturali legate alla Chiesa ortodossa d'Etiopia, ebrei etiopi e musulmani. Questo rapporto si esprime non solo attraverso l'architettura dei luoghi, ma anche attraverso l'artigianato, la pittura, la letteratura e la musica che fiorì nei secoli XVII e XVIII.
Affiancato da ruscelli di montagna ad un'altitudine di oltre 2.300 m, Gondar fu fondata dall'imperatore Fāsiladas e qui trasferì la sua capitale nel 1636 fino al 1864. Nessuno sa esattamente perché Fāsiladas scelse di stabilire la sua capitale qui, alcune leggende dicono che l'arcangelo profetizzò che la capitale etiope sarebbe stata costruita in un posto con un nome che inizia con la lettera G. La leggenda ha portato dal 16° al 17° secolo a tutta una serie di costruzioni di castelli dalle città di Guzara prima, poi da Gorgora e infine da Gondar. Il castello principale della città è stato costruito alla fine degli anni 1630 nei primi anni 1640 per ordine di Fasiladas con le sue enormi torri e le mura merlate. Fasiladas in aggiunta a questo castello costruì una serie di altre strutture, la più antica è la Enqulal Gemb (Egg Castle), così chiamata per il suo tetto a cupola a forma di uovo.
A nord-ovest del fiume Qaha c'è un altro bell' edificio costruito da Fāsiladas, i bagni di Fāsiladas. Iyasu il Grande, nipote di Fāsiladas, è stato particolarmente prolifico nella costruzione a Gondar. Il suo castello è stato descritto come il più fine e definito la Casa di Salomone. Le pareti interne erano decorate con avorio, specchi e dipinti di palme e il suo soffitto era coperto con foglia d'oro e pietre preziose. La costruzione più bella di Iyasu il Grande è la chiesa di Debra Berhan Selassie (Luce della Trinità), che è circondata da un alto muro, ha una struttura rettangolare e gli interni sono meravigliosi vi si trovano dipinti con scene della storia religiosa. La parete nord è dominata da una rappresentazione della Trinità più sopra la crocefissione, nella parete a sud c'è la rappresentazione di Santa Maria e quella nella parete a est la vita di Gesù. La parete ovest mostra i più grandi santi dell'iconografia etiopica come San Giorgio in rosso e oro su un cavallo bianco rampante che uccide il drago.
L'imperatore non molto tempo dopo aver completato questo lavoro straordinario e impressionante, entrò in una profonda depressione quando la sua concubina preferita morì. Abbandonò gli affari di stato e si trasferì nei monasteri del lago Tana, il figlio Tekla Haimanot gli succedette ma fu a sua volta assassinato, il suo successore fu deposto a forza e il seguente monarca fu avvelenato. Le brutalità si conclusero con l'imperatore Bakàffà, che lascio due bei castelli, quello attribuito direttamente a lui e l'altro per la consorte l'imperatrice Mentewab. Il successore di Bakàffà, Iyasu II, è considerato da molti storici come l'ultimo degli imperatori di Gondar a governare con piena autorità. Durante il suo regno, sono iniziati i lavori su tutta una serie di nuovi edifici al di fuori del complesso del palazzo principale. Il monarca costruì altri castelli nelle colline a nord-ovest del centro della città conosciuta come Kweskwam. Il sito è Patrimonio Mondiale per l'UNESCO ed è una testimonianza eccezionale della moderna civiltà etiopica. Le caratteristiche dello stile del periodo Gondar apparvero all'inizio del XVII secolo nella capitale e hanno successivamente segnato architettura etiope in maniera duratura. Dopo il suo declino nel XIX secolo, la città di Gondar ha continuato ad essere un importante centro commerciale e dei trasporti per nord-ovest dell'Etiopia.